# أدولف كريستوفيرسن
أدولف كريستوفيرسن (بالنرويجية البوكمول: Adolf Kristoffersen)‏ هو سياسي نرويجي، ولد في 23 سبتمبر 1891، وتوفي في 1 يوليو 1964. حزبياً، نشط في حزب العمال. وقد انتخب نائب عضو برلمان النرويج ‏.